# Восточноафриканская кротовая крыса
Восточноафриканская кротовая крыса, или африканская бамбуковая крыса (лат. Tachyoryctes splendens) является одним из видов грызунов семейства слепышовых. Этот вид широко распространен в Восточной Африке и восточной части Центральной Африки. Обитает на большей части Эфиопии и Сомали, встречается так же в восточной части Демократической Республики Конго, в Руанде и Бурунди, северной Танзании, Кении и Уганде. Большая часть популяции находится в Эфиопии и в северной части Сомали, от 700 до 3300 м над уровнем моря. Восточноафриканская кротовая крыса обитает в субтропических или влажных тропических горных лесах, сухих саваннах, субтропических или тропических высокогорных кустарниках и субтропических и тропических высотных лугах.

## Описание
Грызуны почти всю жизнь проводят под землёй, однако они не слепы, как считалось до сих пор. Более того, эти животные даже способны различать цвета.
Анатомическое исследование бамбуковых крыс показывало, что их крошечные недоразвитые глазки непригодны для ориентирования в тёмных подземных туннелях и для редких выходов на поверхность. Однако, они различают свет, который проникает через дыры в нору, и быстро запечатывают эти отверстия, чтобы обезопасить себя от хищников. Кроме того, они способны распознавать некоторые цвета.